# Монахити
Монахити или Монахит (на гръцки: Μοναχίτι) е село в Република Гърция, дем Гревена, област Западна Македония.

## География
Селото е разположено на 1049 m надморска височина, на 30-ина километра югозападно от град Гревена, югоизпочно под Ликотрипа, източно разклонение на планината Пинд.

## История

### В Османската империя
В края на XIX век Монахити е гръкоезично село в югозападната част на Гребенската каза на Османската империя. Според статистиката на Васил Кънчов („Македония. Етнография и статистика“) през 1900 година Монахитъ е смесено християнско-мюсюлманско село с 200 гърци християни и 133 валахади (гръкоезични мюсюлмани).
На Етнографската карта на Битолския вилает на Картографския институт в София от 1901 година Манахат е смесено село гърци християни и гърци мохамедани в Гревенската каза на Серфидженския санджак с 55 къщи.
Според статистика на Серфидженския санджак на гръцкото консулство в Еласона от 1904 година в Монахити (Μοναχήτι), Гревенска каза, живеят 590 гърци елинофони християни.

### В Гърция
През Балканската война в 1912 година в селото влизат гръцки части и след Междусъюзническата в 1913 година Монахити влиза в състава на Кралство Гърция. Мюсюлманското му население се изселва.
В района на селото има три църкви: „Свети Николай“ в местността Махала, която е най-стара и в миналото е била мъжки манастир, „Свети Димитър“, издигната през 1880 година, и „Свети Илия“. Големият тридневен селски събор се провежда ежегодно от 19 до 21 юли и съвпада с храмовия празник на църквата „Свети Илия“. Културният силогос на селото организира всяка година друг празник през септември.
Населението произвежда земеделски култури, като частично се занимава и със скотовъдство.
| Име       | Име         | Ново име       | Ново име        | Описание                                              |
| --------- | ----------- | -------------- | --------------- | ----------------------------------------------------- |
| Валиамара | Βαλιαμάρα   | Мега Рема      | Μέγα Ρέμα       | река СЗ от Монахити, десен приток на Венетикос и връх |
| Вранекси  | Βρανέζι     | Пренес         | Πρανές          | връх (1178 m) З от Монахити                           |
| Бара      | Μπάρα       | Лекани         | Λεκάνη          |                                                       |
| Незерос   | Νεζερός     | Мегали Плагия  | Μεγάλη Πλαγιά   | местност СЗ от Монахити                               |
| Галтируса | Γκαλτιροΰσα | Кали Руса      | Καλή Ροΰσα      |                                                       |
| Патафука  | Παταφούκα   | Стани Патафука | Στάνη Παταφούκα | връх ЮИ от Монахити                                   |

| Година    | 1913 | 1920 | 1928 | 1940 | 1951 | 1961 | 1971 | 1981 | 1991 | 2001 | 2011 | 2021 |
| --------- | ---- | ---- | ---- | ---- | ---- | ---- | ---- | ---- | ---- | ---- | ---- | ---- |
| Население | 489  | 491  | 548  | 723  | 476  | 430  | 294  | 250  | 255  | 183  | 98   | 73   |